# Палеокниди
Палеокниди или Палеокоприва (на гръцки: Παλαιοκνίδη, до 1927 година: Παλαιοκόπριβα, Палеокоприва) е село, което в миналото е съществувало в Република Гърция, разположено на територията на дем Гревена, област Западна Македония.

## География
Селището се е намирало на 690 m надморска височина, на около 25 km източно от град Гревена, в землището на село Книди (Коприва), на около 1 km северно от него.

## История
Край селото е открито палеолитно селище.
Името означава Стара Коприва и е старото село на Коприва.
В средата на 1920-те години по силата на Лозанския договор в Палеокоприва са заселени понтийски гърци бежанци от Турция. В 1928 година селището е представено като изцяло бежанско с 15 семейства или 52 жители.
Селото е обезлюдено и изоставено по време на Гражданската война. Жителите му се заселват в Книди. Запазена е църквата „Успение Богородично“.
| Година    | 1913 | 1920 | 1928 | 1940 | 1951 | 1961 | 1971 | 1981 | 1991 | 2001 | 2011 | 2021 |
| --------- | ---- | ---- | ---- | ---- | ---- | ---- | ---- | ---- | ---- | ---- | ---- | ---- |
| Население |      |      | 40   | 61   |      |      |      |      |      |      |      |      |